# 旧益習館庭園
旧益習館庭園（きゅうえきしゅうかんていえん）は兵庫県洲本市にある日本庭園。2019年2月26日付で淡路島の庭園としては初めて日本国の名勝に指定されている。

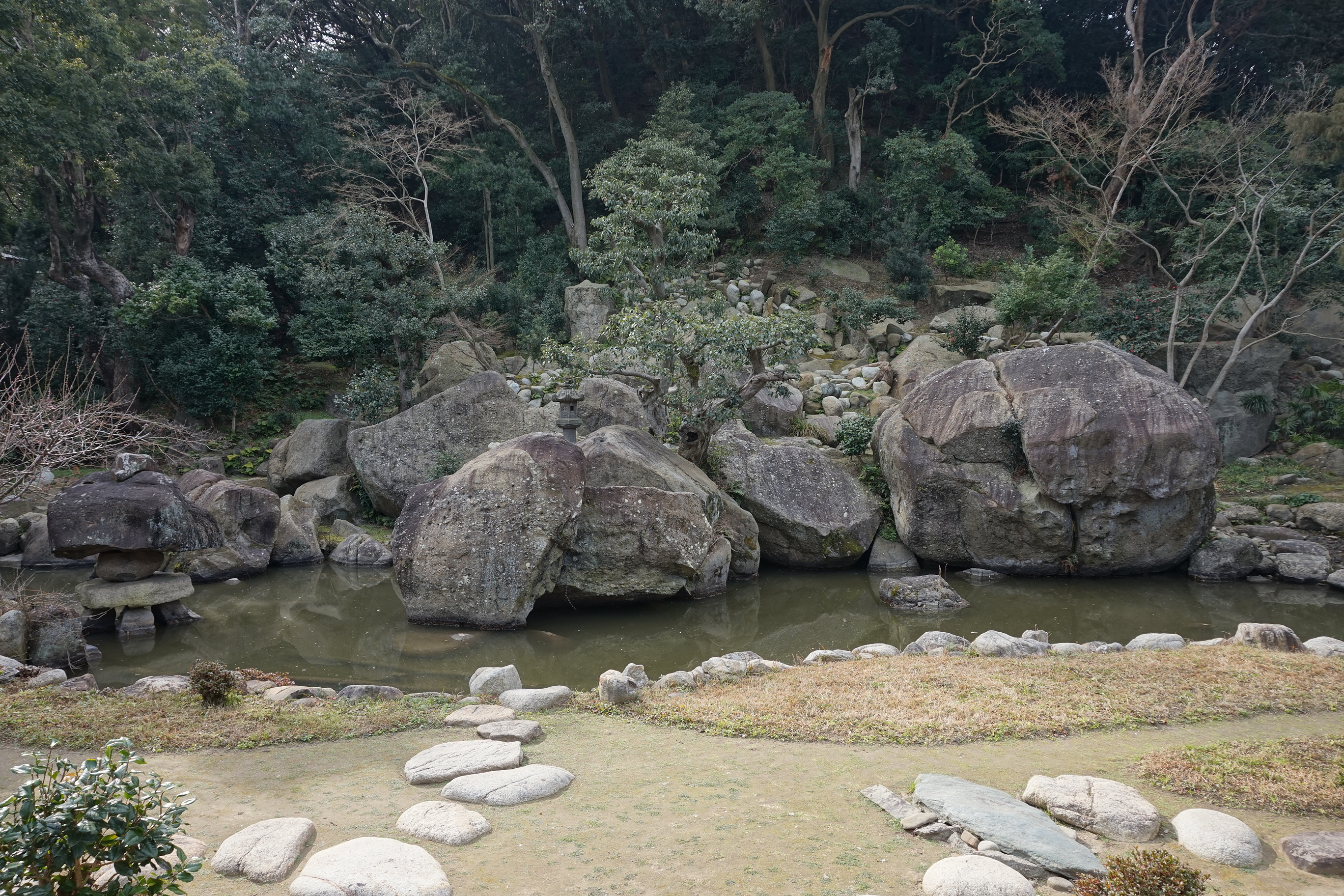
旧益習館庭園

## 概要
東西に長い池泉、山側に和泉砂岩の巨石を用いた池泉 回遊式庭園である。庭園の高さ4 mを越える巨石は、庭石としては日本最大級。
徳島藩の筆頭家老稲田氏の別荘「西荘」の庭として作庭された後、1854年（嘉永7年）、稲田氏の私塾学問所「益習館」となった。1870年（明治3年）の庚午事変により、益習館の建物は焼失したが庭園は残った。

## 庭園の変遷
洲本市へ寄贈後に実施された調査で以下の庭園の変遷が確認された。
- 第1期 : 稲田家西荘・益習館時代（江戸時代）
- 第2期 : 川上氏時代（第1次造成、明治時代末から大正時代）
- 第3期 : 川上氏時代（第2次造成、大正時代から昭和初期）
- 第4期 : 高田氏時代（1960年〈昭和35年〉から2013年〈平成25年〉）

川上氏時代の造成では庭園の景観を残しつつ、書院の新築および増築、60cmの盛り土と飛び石の設置、池中の石灯篭と4mを超える石灯篭の設置が行われた。
洲本市に寄贈後の経緯は以下のとおり。
- 2013年（平成25年）2月 - 洲本市が復元整備開始
- 2014年（平成26年）2月 - 洲本市の名勝に指定
- 2016年（平成28年）3月 - 兵庫県の名勝に指定
- 2019年（平成31年）2月 - 国の名勝に指定[1]

## 所在地
兵庫県洲本市山手三丁目